# Vicente Carretero
Vicente Carretero (19 de abril de 1915 - Madrid, 27 de septiembre de 1962) fue un ciclista español, cuyos mayores éxitos deportivos los obtuvo en la Vuelta a España, prueba en la que obtuvo un total de seis victorias de etapa.

## Palmarés
| 1934 - Clásica de los Puertos 1936 - 5 etapas de la Vuelta a España - Tarragona - Madrid 1940 - Madrid – Valencia | 1941 - 1 etapa de la Vuelta a España 1943 - G.P. de Álava 1944 - 2 etapas del G. P. Ayuntamiento de Bilbao 1945 - Campeonato de Barcelona - 6 etapas de la Volta a Cataluña |

## Equipos
- Madrid Foot-ball Club (1932-??)[2]
- Unión Deportiva Sants (1943)
- Independiente (1944-47)